# Gwiazdy zmienne typu Alfa2 Canum Venaticorum
Gwiazdy zmienne typu α² Canum Venaticorum, zmienne typu ACV, magnetyczne gwiazdy zmienne – nieliczna grupa gwiazd zmiennych należących do ciągu głównego, o nadzwyczaj silnym polu magnetycznym i typie widmowym od B8p do A7p, gdzie p oznacza, że w widmie widoczne są intensywne absorpcyjne linie spektralne metali (w astronomii to każdy pierwiastek poza wodorem i helem). Szczegółowa charakterystyka tych linii zmienia się wraz z rotacją gwiazdy, jako że koncentracje metali występują lokalnie.
Zmienność blasku tych gwiazd jest niewielka i waha się od 0,01 do 0,1m na przestrzeni 0,5 do 160 dni.
Przyczyną zmienności jest pole magnetyczne, wytwarzające olbrzymie plamy w fotosferze gwiazd, takie jak plamy słoneczne, przez co poszczególne części gwiazdy znacznie różnią się blaskiem. Jeśli oś obrotu gwiazdy nie jest skierowana ku Ziemi, podczas rotacji gwiazdy obserwujemy większą część powierzchni, której nierównomierny blask powoduje obserwowaną zmienność jasności. To samo pole jest odpowiedzialne za dziwne typy widmowe tych gwiazd, tworząc znaczne koncentracje pierwiastków jak krzem, stront, chrom czy różnych metali ziem rzadkich.
Nazwa pochodzi od pierwszej zaobserwowanej gwiazdy tego typu – Cor Caroli (α CVn) w gwiazdozbiorze Psów Gończych. Przez długi czas była ona ewenementem, obecnie znanych jest kilkanaście podobnych gwiazd.
Istnieje jeszcze rzadsza podgrupa tego typu gwiazd – gwałtownie oscylujące zmienne typu α² Canum Venaticorum (ACV0). Są to gwiazdy o typie widmowym Ap, w których przypadku na opisane procesy nakładają się występujące co 6-12 minut błyski powodujące zmiany blasku rzędu 0,01 magnitudo. Przykładowym przedstawicielem tej grupy jest DO Eridani.